# Vitorino Freire
Vitorino Freire est une municipalité brésilienne située dans l'État du Maranhão.